# サイハド語
サイハド語 (サイハドご、Sayhadic) は、アフロ・アジア語族のセム語派に属する言語群。古代南アラビア語 (Old South Arabian, OSA)、碑文南アラビア語 (Epigraphic South Arabian, ESA) とも呼ばれる。現代の南アラビア諸語とは別系統である。
サイハドとは、中世アラブの地理学者が現在のイエメンにある砂漠（ラムラト・アル＝サバタイン）につけた名前である。
現代の北西イエメンで話されるラジフ語は、サイハド語の生き残りとされる。

## 分類問題
古代南アラビア語の4つの主要言語は、サバ語、ミナ語、カタバン語 、ハドラマウト語である。当初、この4つの言語はすべて単一の古代南アラビア語の諸方言であると考えられていたが、これらは実際には独立の言語をなしていたことを20世紀なかばに Beeston が証明した。今日では古代南アラビア語の4つの主要言語は独立とみなすことが受けいれられているが、これらはいくつかの形態論的な革新を共有しており、明らかに言語学的に密接に関係し共通の祖先から派生している。4つの言語すべてに保持されている特徴でもっとも重要なもののひとつは接尾定冠詞 -(h)n である。しかしながらこれらの言語間には重大な差異も存在する。
古代南アラビア語は元来は（部分的には地理にもとづいて）アラビア語、現代南アラビア語、エチオピア・セム語群と並んで南セム語に分類されていたが、近年ではこれをアラビア語、ウガリト語、アラム語、カナン諸語／ヘブライ語と並んで中央セム語群に入れ、現代南アラビア語とエチオピア語をべつの語群に残す、新たな分類法が用いられるようになった。この新たな分類法がもとづいているのは、アラビア語、古代南アラビア語ならびに北西セム語（ウガリト語、アラム語、カナン諸語）が、未完了形が *yVqtVl-u の形をとる（他のグループでは *yVqattVl）という、動詞体系における革新を共有しているという事実である。Nebes は少なくともサバ語は yVqtVl の形の未完了形をもっていたことを示している。

## 言語
古代南アラビア語はいくつかの言語を含んでいる。以下の4つが書記されて保存されているものである（年代はいわゆる ‘Long Chronology’ に従う）。これらの言語名はエラトステネスによるもので、自称は不明である。これらに加えて、少なくともラジフ語 (Jabal Razih) が今日まで生き残っている。
- サバ語 (Sabaean)：サバ王国の言語であり、のちにヒムヤル王国のそれともなった。エチオピアのダアマト王国でも記録されており[7]、約6,000もの碑文がよく残っている
  - 古サバ語 (Old Sabaean)：紀元前8世紀から紀元前2世紀
  - 中期サバ語 (Middle Sabaean) 紀元前1世紀から紀元後4世紀（もっともよく資料が残っている言語）[8]
    - アミール語 (Amiritic)／ハラム語 (Ḥaramitic)：マイーン (Maʿīn) 北部にかけての地域の言語[9]
    - 中央サバ語 (Central Sabaean)：サバ王国の中心地から出ている碑文の言語
    - 南サバ語 (South Sabaean)：ラドマン (Radman) およびヒムヤルの碑文の言語
    - 「偽サバ語」(“Pseudo-Sabaean”)：ナジュラーン (Najrān)、ハラム (Ḥaram)、カルヤ・ファーウ (Qaryat al-Fāw) に住むアラブ諸部族の文章語

  - 後期サバ語 (Late Sabaean)：紀元後5世紀から6世紀
- ミナ語 (Minaean, Madhabian)：アル＝ジャウフ (al-Jawf) の都市国家（例外としてイエメンのハラム）の、なかんずくマイーンの国家における言語で、紀元前8世紀から紀元前2世紀まで記録されている。碑文はマイーンの外部でも、デダン (Dedan) およびマダーイン・サーリフ (Madā'in Ṣāliḥ) の商業植民地、エジプト、デロス島でも見つかっている。約500の碑文
- カタバン語 (Qatabānian)：カタバーン王国の言語で、紀元前5世紀から2世紀まで記録されており、2,000点足らずの碑文がある
  - アウサーン語 (Awsānian)：アウサーン王国の言語で、記録は非常に少ない（約25、紀元前8世紀／紀元前1世紀からおおむね紀元後1世紀）。カタバン語から区別できない
  - その他、ラドマーンの部族の言語のような変種がある
- ハドラマウト語 (Hadramautic, Ḥaḑramitic)：ハドラマウト王国の言語で、ギリシャのデロス島からも碑文が出ている。紀元前5世紀から紀元後4世紀まで、約1,000の碑文。

## 書記記録
古代南アラビア語の碑文は、紀元前1千年紀はじめ頃から出現する。ヒムヤル王国、サバ王国、ハドラマウト王国などで使われるが、4世紀の終わりになるとユダヤ教やキリスト教の浸透によって古代南アラビア語の碑文は減少し、ヘブライ語・アラム語・ギリシア語の影響が強まる。この言語で書かれた最後の碑文は、ヒジュラの60年あまり前にあたる紀元後554年（または559年）のものである。
古代南アラビア語は、フェニキア文字と同系の子音的アブジャドである古代南アラビア文字で書かれた。フェニキア文字より7文字多い29文字からなっている。残存している碑文の数は、古代世界のその他の地域、たとえばパレスチナと比べて非常に多く、1万の碑文が保存されていると言われている。サバ語の語彙集は約2,500語を含む。

### 書記記録の分類
1. 石に書かれた碑文
  1. 奉納碑文：しばしば奉献に至る事件の歴史的説明を保存している
  2. 建物に書かれた碑文：とりわけ建設を依頼した人物の名前と歴史的状況を与えている
  3. 法律と法制定
  4. 条約議定書と証書
  5. 贖罪と懺悔のために書かれた碑文
  6. 岩に書かれた落書き
2. 文学的なテキスト：もしこのような文章がかつて多数存在していたとするならば、それらはほとんど完全に失われてしまっている
3. 木の円柱に書かれた碑文（中サバ語とハドラマウト語のみ）。これまでに約1,000点があるが、ごく少数しか公刊されておらず、大部分はワーディー（＝涸れ谷）マザーブ (Wādī Madhāb) のナシャーン (Nashshān) からのものである[13]
  1. 私的な文章
  2. 契約と注文書
4. 日常的なものに書かれた碑文

石に書かれた碑文は非常に形式的で正確な語法と表現を示しているのに対して、木に筆記体で書かれた碑文の文体はそれよりずっと非形式的である。

## 研究・教育の歴史
ヨーロッパでは古代南アラビアからの碑文は18世紀以来すでに知られていたが、ヴィルヘルム・ゲセニウス (Wilhelm Gesenius, 1786-1842) と彼の指導学生エミル・レーディガー (Emil Rödiger) が1841/42年にはじめて互いに独立に古代南アラビア文字の解読に大部分成功した。その後19世紀の後半にジョゼフ・アレヴィ (Joseph Halévy) とエドゥアルト・グラーゼル (Eduard Glaser) が数百の古代南アラビア語の碑文・印刷物・複製をヨーロッパに持ちこんだ。この大量の材料にもとづき、フリッツ・ホメル (Fritz Hommel) が1893年にはすでに選文集と文法の試論を発表していた。彼の後ではとりわけサバ語の専門家ニコラウス・ロドカナキス (Nikolaus Rhodokanakis) が古代南アラビア語の理解に向けて重要な進歩をなしている。古代南アラビアの文字・文書の完全に新たな領域が、1970年代以来、石筆でサバ語が書かれた木製円筒 (Holzzylinder) の発見を通して開かれてきている。まだ未知の文字と多数の理解不能の単語とがサバ語研究に新たな問題を提示しており、今日までこの木製円筒は完全には理解されていない。
ドイツ語圏では古代南アラビア語はセム語研究の枠組みのなかで教えられており、古代南アラビア語のための独立した大学のポストは存在しない。セム語の特徴を学ぶにはより断片的でなく得られている言語が必要であるので、古代南アラビア語の学習は少なくとも他のセム語に関する知識を前提としている。通常、学習は南アラビア語の文法の入門が与えられ、それからある程度長いテクストの講読に進むことになる。

## 音声体系
古代南アラビア語は29個の子音音素によってセム語中もっとも豊かな子音体系を保有している（Nebes and Stein (2004) による。括弧内のつづりは転写で、括弧書きのないものは音声表記をそのまま転写に使う）：
|            |          | 両唇音 | 歯音     | 歯音   | 歯茎音   | 歯茎音 | 後部歯茎音 | 硬口蓋音 | 軟口蓋音 | 軟口蓋音 | 咽頭音 | 声門音 |
| 非強勢音   | 強勢音   | 両唇音 | 非強勢音 | 強勢音 | 非強勢音 | 強勢音 | 後部歯茎音 | 硬口蓋音 |          |          | 咽頭音 | 声門音 |
| ---------- | -------- | ------ | -------- | ------ | -------- | ------ | ---------- | -------- | -------- | -------- | ------ | ------ |
| 破裂音     | 無声     |        |          |        | t        | tʼ (ṭ) |            |          | k        | kʼ (q)   |        | ʔ (ʾ)  |
| 破裂音     | 有声     | b      |          |        | d        |        |            |          | g        |          |        |        |
| 摩擦音     | 無声     | f      | θ (ṯ)    | θʼ (ẓ) | s (s3/ś) | sʼ (ṣ) | ʃ (s1/s)   |          | x (ḫ)    |          | ħ (ḥ)  | h      |
| 摩擦音     | 有声     |        | ð (ḏ)    |        | z        |        |            |          | ɣ (ġ)    |          | ʕ (ʿ)  |        |
| 鼻音       | 鼻音     | m      |          |        | n        |        |            |          |          |          |        |        |
| 側面音     | 側面音   |        |          |        | l        |        |            |          |          |          |        |        |
| ふるえ音   | ふるえ音 |        |          |        | r        |        |            |          |          |          |        |        |
| 接近音     | 接近音   | w      |          |        |          |        |            | j (y)    |          |          |        |        |
| 側面摩擦音 | 無声     |        |          |        | ɬ (s2/š) | ɬʼ (ḍ) |            |          |          |          |        |        |

サバ語研究の初期には、古代南アラビア語はヘブライ文字で転写されていた。歯茎および後部歯茎摩擦音の転写には異論もある。サバ語研究の初期には不安定さが大きく、ニコラウス・ロドカナキスらの選んだ『セム語碑文集成』(Corpus Inscriptionum Semiticarum) の転写が長く受けいれられており、このかわりに A. F. L. Beeston によって s に 1 から 3 の添字を付す記法が提案されるまでこれが続いた。後者の記法はもっぱら英語圏において受けいれられているが、ドイツ語圏などでは、上の表でも考慮されている前者の転写記号がいまだに普及している。
強勢音 ḍ, ṣ, ṭ, ẓ の実現は軟口蓋化または放出音、強勢音 q のそれは無声口蓋垂破裂音または軟口蓋放出音と推測されている。S 音（歯擦音、Sibilant）s1/s, s2/š, s3/ś の推定も同様。口頭で読むさいには古代南アラビア語の発音は古典アラビア語で読まれる。
この言語の歴史のなかではとりわけハドラマウト語において個別な音声変化が見られた。ʿ から ʾ へ、ẓ から ṣ へ、ṯ から s3 へのような変化である（ミナ語で Ptolemaios が tlmyṯ のように書かれていることを考えよ）。後期サバ語では s1 と s3 は合一して s1 の文字になっている。他のセム語と同様、n は後続する子音に同化しうる：ʾnfs1 > ʾfs1「心」。
このように古代南アラビア文字では母音を文字の上で区別しないので、古代南アラビア語の母音について詳述することは不可能である。それでも古代南アラビア語の名前の、とりわけギリシア語における転写から推測されるのは、古代南アラビア語はセム祖語やアラビア語と同様に母音 a, i, u をもっていたであろうということである。それゆえ krb-ʾl という名前はアッカド語では Karib-ʾil-u, ギリシア語では Chariba-el のように表されている。aw から ō への単母音化が、ywm / ym「日」（アラビア語 yawm）や Ḥḍrmwt / Ḥḍrmt / ギリシア語 Chatramot（アラビア語 Ḥaḍramawt）「ハドラマウト」のような異綴を通して推測される。とはいえ母音つきで伝わっている語は非常に少数であるから、この分野で用いられている古代南アラビア語名の母音つきの形は仮説的であり一部は恣意的である。

### 概説
- Mounir Arbach: Le madhabien: lexique, onomastique et grammaire d'une langue de l'Arabie méridionale préislamique. (Tomes 1-3) Aix-en-Provence, 1993（ミナ語の単語集、文法、固有名のリストを含んでいる）
- Leonid Kogan; Andrey Korotayev (1997), Robert Hetzron (ed.), "Sayhadic Languages (Epigraphic South Arabian)", Semitic Languages (ドイツ語), London: Routledge, pp. 157-183
- Nebes, Norbert and Peter Stein: “Ancient South Arabian”, in: Roger D. Woodard (ed.): The Ancient Languages of Syria-Palestine and Arabia. Cambridge University Press, Cambridge 2008 ISBN 978-0-521-68498-9 S. 145-178.
- Peter Stein (2011), Stefan Weninger (ed.), "Ancient South Arabian", The Semitic Languages: An International Handbook (ドイツ語), Berlin: De Gruyter Mouton, pp. 1042-1073, ISBN 3110186136。

### 文法
- Stein, Peter: Lehrbuch der Sabäischen Sprache (全 2 巻), Wiesbaden 2012/13 ISBN 978-3-447-10026-7.
- Beeston, Alfred Felix Landon: Sabaic Grammar, Manchester 1984 ISBN 0-9507885-2-X.
- Höfner, Maria: Altsüdarabische Grammatik (Porta linguarum Orientalium, Band 24) Leipzig, 1943.

### 辞典
- Beeston, A. F. L.; M. A. Ghul; W. W. Müller; J. Ryckmans: Sabaic Dictionary / Dictionnaire sabéen / al-Muʿdscham as-Sabaʾī, Louvain-la-Neuve, 1982 ISBN 2-8017-0194-7（英・仏・アラビア語）
- Biella, Joan Copeland: Dictionary of Old South Arabic. Sabaean dialect Eisenbrauns, 1982 ISBN 1-57506-919-9.
- Ricks, S. D.: Lexicon of Inscriptional Qatabanian (Studia Pohl, 14), Pontifical Biblical Institute, Rom 1989.

### テクスト
- Avanzini, Alessandra: Corpus of South Arabian Inscriptions I-III. Qatabanic, Marginal Qatabanic, Awsanite Inscriptions (Arabia Antica 2). Ed. PLUS, Pisa 2004. ISBN 88-8492-263-1.
- Jändl, Barbara: Altsüdarabische Inschriften auf Metall (Epigraphische Forschungen auf der Arabischen Halbinsel 4). Tübingen, Berlin 2009. ISBN 978-3-8030-2201-1.
- Mordtmann, Johann Heinrich: Beiträge zur minäischen Epigraphik, mit 22 in den Text gedruckten Facsimiles. Felber, Weimar 1897.
- Mordtmann, Johann Heinrich und Eugen Mittwoch: Sabäische Inschriften. Friederichsen, de Gruyter & Co., Hamburg 1931. Rathjens-von Wissmannsche Südarabien-Reise, Band 1. Abhandlungen aus dem Gebiet der Auslandskunde Band 36; Reihe B, Völkerkunde , Kulturgeschichte und Sprachen Band 17.
- Mordtmann, Johann Heinrich und Eugen Mittwoch: Altsüdarabische Inschriften. Pontifico Instituto Biblico, Rom 1932 und 1933 in Orientalia Heft 1-3, 1932 und Heft 1 1933.
- Ryckmans, Jacques; Walter W. Müller; Yusuf M. Abdallah: Textes du Yémen antique. Inscrits sur bois (Publications de l'Institut Orientaliste de Louvain 43). Institut Orientaliste, Louvain 1994. ISBN 2-87723-104-6.
- Stein, Peter: Die altsüdarabischen Minuskelinschriften auf Holzstäbchen aus der Bayerischen Staatsbibliothek in München 1: Die Inschriften der mittel- und spätsabäischen Periode (Epigraphische Forschungen auf der Arabischen Halbinsel 5). Tübingen u.a. 2010. ISBN 978-3-8030-2200-4.

### その他本文で参照したもの
- Avanzini, A. (1987): Le iscrizioni sudarabiche d'Etiopia: un esempio di culture e lingue a contatto. In: Oriens antiquus, 26.
- Faber, Alice (1997). “Genetic Subgrouping of the Semitic Languages”. In Robert Hetzron. The Semitic Languages (1st ed.). London: Routledge. p. 7. ISBN 0-415-05767-1
- Fattovich, Rodolfo (2003): "Akkälä Guzay" in Uhlig, Siegbert, ed. Encyclopaedia Aethiopica: A-C. Wiesbaden: Otto Harrassowitz KG.
- Kogan, Leonid E; Korotayev, Andrey V (1997). “Sayhadic (Epigraphic South Arabian)”. In Robert Hetzron. The Semitic Languages. Routledge. pp. 220-241. ISBN 9780415412667
- Robin, Christian (1998): “Südarabien − eine Kultur der Schrift”. In: Wilfried Seipel (Hrsg.): Jemen − Kunst und Archäologie im Land der Königin von Saba. Mailand 1998. ISBN 3-9003-2587-1.
- Stein, Peter (2004): Zur Dialektgeographie des Sabäischen. In: Journal of Semitic Studies XLIX/2. Manchester, 2004.
- Stein, Peter (2007), "Materialien zur sabäischen Dialektologie: Das Problem des amiritischen ("haramitischen") Dialektes", Zeitschrift der deutschen morgenländischen Gesellschaft (ドイツ語), vol. 157, pp. 13-47
- Watson, Janet C. E.; Bonnie Glover Stalls; Khalid Al-razihi; Shelagh Weir (2006). “The language of Jabal Rāziḥ: Arabic or something else?”. Proceedings of the Seminar for Arabian Studies 36:  35-41. JSTOR 41223879.